# Marcha da quarta-feira de cinzas
Marcha da quarta-feira de cinzas è una canzone composta da Vinícius de Moraes e Carlos Lyra. Fu incisa per la prima volta da Jorge Goulart nel febbraio 1963 e, più tardi nello stesso anno, anche dallo stesso Carlos Lyra, che la incluse nell'album Depois do Carnaval - O sambalanço de Carlos Lyra. Nell'album il brano è intitolato Depois do Carnaval (Dopo il carnevale) e da qui il titolo dell'LP.

## Descrizione
(da Marcha da quarta-feira de cinzas, Vinícius de Moraes)
Il brano, il cui titolo significa "La marcia del mercoledì delle ceneri", presenta atmosfere cupe, lontane dalle sonorità e dai ritmi classici della bossa nova. È stato interpretato, negli anni successivi, come un'allegoria della dittatura militare che si sarebbe instaurata nel 1964, quando nel testo si dice che «...il nostro carnevale è finito...» e che «nessuno più scherza felice» e tutto ciò che è rimasto è «nostalgie e ceneri». Marcha da quarta-feira de cinzas è stata, perciò, una sorta di percezione visionaria della realtà che sarebbe stata imposta dalla dittatura militare con la promulgazione degli Atti Istituzionali. È quanto racconta Carlos Lyra, ricordando il periodo di crisi economica e politica che il Brasile stava attraversando: Vinicius richiamò una marcha rancho (un tipo di marcia composta per le sfilate di carnevale) di propria creazione, ricalcando un’espressione musicale derivata dagli schiavi afroamericani che per il suo lugubre andamento la consideravano una composizione riservata a un funerale; e come ogni grande poeta captò con il suo intuito i foschi mutamenti in arrivo e il tramonto di un’epoca fulgida. Allo stesso tempo, nel testo c'è una sollecitazione: «comunque è necessario cantare», come se fosse uno slogan alla resistenza politica. Lo stesso Lyra spiega che il testo «ha portato molte persone a pensare che fosse una risposta al colpo di stato».
La canzone appartiene a quella fase iniziale del Centro Popular de Cultura (CPC), dove Carlos Lyra e Vinícius hanno introdotto nel loro repertorio un tema politico-nazionalista.

## Commenti critici
Alcuni critici l'hanno definita musica di sottofondo per la deposizione del presidente João Goulart e l'ascesa del maresciallo Castelo Branco.
Secondo Caetano Veloso questa era la canzone di protesta più bella del mondo.

## Incisioni
- 1964 – Nara, Nara Leão
- 1975 – O Poeta e o Violão, Toquinho e Vinícius de Moraes